# Piana
Piana es una comuna francesa y población de Francia, en la región de Córcega, departamento de Córcega del Sur, región de Córcega.
Es una de Les plus beaux villages de France, conocida especialmente por sus calas.

## Demografía
| 499 | 517 | 513 | 511 | 500 | 428 |
| Para los censos de 1962 a 1999 la población legal corresponde a la población sin duplicidades (Fuente: INSEE [Consultar]) |     |     |     |     |     |

## Lugares de interés
- Calas de Piana